# Белослатинско-плевенски говор
Белослатинско-плевенският говор е част от северозападните говори, граничещ на изток с мизийските говори и на запад с видинско-ломския говор.
Днес той е най-важен и най-значителен представител на старите западни мизийски говори. Обхваща Белослатинско и западно Плевенско между реките Искър и Вит. По ятовия си изговор този говор спада към западните говори, но по редица свои особености е напълно еднакъв с говорите в Плевенско и Никополско на изток от ятовата граница, която не съвпада с никоя друга говорна граница, a разделя напълно еднакви говори.1

## Фонетични особености
- застъпка на старобългарското ѣ (дедо, бел, ветар)
- окончание –ъ под ударение и –а без ударение за 1 л. ед. ч. сег. време при глаголите от I и II спрежение. (четъ, предъ)
- частици ше и ште за образуване на бъдеще време
- изговор на имената от женски род на –а с ерова гласна под ударение (гọръ̀, гọръ̀тạ, ръкъ̀, ръкъ̀тạ, дъскъ̀, дъскъ̀тạ, стенъ̀, вòда—водъ̀та, глàва—главъ̀та)
- сричкотворни р и л. Срещат се обаче и случаи с ръ, лъ и ър, ъл
- частичен преход на малката носовка (ѧ) в голяма след ш, ж
- отпадане на Х в някои случаи, като не се заменя с друга буква (леп (хляб), оро (хоро)
- липса на падежна система, но изградена при местоименията
- отсъствие на Гломеративен падеж в пълна форма и замяна с Винителен падеж; в кратките форми обаче се запбелязват остатъци на гломератив (мене ма/мъ, тебе та/тъ негу гу)
- местоименни форми за 3 л. ед. ч. ж. р. гломеративен падеж н’егạ, г’ạ вместо „нея“, „я“ и за дателен падеж ной вместо „ней“: н’èгạ г’ạ (вѝкạт Цекỳнạ, дọшлà зạ н’èгạ, нѝе си г’ạ знàем кạквà е; Пèнạ ше кàже нòй, нòй и дỳмạт дạ дạдè)
- номинативен строй